# Transportul feroviar în Turcia
Căile Ferate de Stat ale Republicii Turcia sau Căile Ferate Turce (în turcă Türkiye Cumhuriyeti Devlet Demiryolları, prescurtat ca TCDD) este o companie feroviară națională deținută de guvern, responsabilă de proprietatea și întreținerea infrastructurii feroviare din Turcia, precum și de planificarea și construcția de noi linii. Compania TCDD a fost formată la 4 iunie 1929 ca parte a naționalizării căilor ferate din Turcia. 
Căile Ferate de Stat din Turcia dețin și întrețin toate căile ferate publice din Turcia. Acest lucru include gări, porturi, poduri și tuneluri, depouri și clădiri de întreținere. În 2016, TCDD a controlat o rețea activă de 12.532 km de căi ferate, devenind astfel al 23-lea cel mai mare sistem feroviar din lume. În afară de infrastructura feroviară, TCDD deține mai multe companii de transport feroviar în Turcia, precum și o cotă de 50% din sistemul feroviar de navetă din zona Izmir, İZBAN.
Înainte de 2017, TCDD a operat toate căile ferate din Turcia. Cu toate acestea, guvernul a luat măsuri pentru a privatiza o parte din rețeaua feroviară turcă, astfel compania TCDD Tașımacılık a fost formată la 14 iunie 2016 pentru a prelua toate operațiunile feroviare. Predarea materialului rulant a fost semnată la 28 decembrie a aceluiași an și TCDD și-a încetat în mod oficial toate operațiunile feroviare la 31 decembrie 2016.

## Istorie
După Primul Război Mondial și Războiul de Independență al Turciei, Republica Turcia a fost o țară nou formată. Chiar dacă Turcia avea o rețea feroviară, cea mai mare parte a acesteia era operată de companii străine. Compania Căile Ferate de Stat ale Republicii Turcia (TCDD) s-a format la 31 mai 1927. TCDD a preluat Chemin de fer d'Anatolie-Bagdad, o companie înființată în 1924 de Turcia pentru preluarea unor linii feroviare în Turcia, la 1 iunie 1927 avea controlul asupra căilor ferate ale fostei Căi Ferate din Anatolia (CFOA) și al liniei de Cale Ferată Transcaucaziene la frontierele turcești. TCDD avea acum linii de cale ferată către orașele Istanbul, Izmit, Ankara, Afyon, Adapazarı și Konya. La 1 ianuarie 1929, TCDD a preluat linia ferată de la Mersin la Adana (fostă cale ferată Mersin-Tarsus-Adana). În afară de preluarea liniilor deja construite, TCDD a trebuit să construiască mai multe linii, deoarece multe orașe importante încă nu erau conectate la sistemul de cale ferată. În 1926, TCDD a început să construiască o linie de cale ferată la est spre Sivas, ajungând la Kayseri în 1927 și Sivas în 1930. TCDD a continuat să achiziționeze de la celelalte companii feroviare; a preluat calea ferată Mudanya-Bursa în 1931, calea ferată Smyrna Cassaba în 1934, Compania Feroviară Otomană în 1935 și Calea Ferată Orientală în 1937. Cu majoritatea căilor ferate din Turcia aflate sub controlul TCDD, TCDD a conectat linii precum Kütahya cu Balıkesir în 1932 și fosta linie SCP din Afyon cu fosta linie CFOA. În 1932, TCDD a finalizat calea ferată către Samsun, îndreptându-se spre nord, la Sivas. TCDD a continuat să construiască linii, ajungând în Zonguldak, Erzurum, Erzincan, Diyarbakır și Elazığ în anii următori. Al doilea război mondial a izbucnit în 1938, încetinind construcția. Între 1938 și 1996 expansiunea TCDD a scăzut. Calea ferată s-a extins doar la Gaziantep (1955) și Van (1962).

### Căi ferate planificate anterior
În 1948, Căile Ferate de Stat au lansat un plan de linii de cale ferată care urmau să fie construite pentru a „asigura progresul și siguranța națională”.  Planul a inclus 5.538 de kilometri de noi linii de cale ferată din care doar 96 de kilometri au fost efectiv finalizate; secțiunea Gaziantep-Karkamıș a căii ferate Narlı-Nusaybin a fost finalizată în 1960.

## Operațiuni
Căile Ferate de Stat din Turcia operează majoritatea trenurilor din țară. Liniile interurbane, regionale, metropolitane, de marfă și majoritatea liniilor industriale sunt deținute și operate de Căile Ferate de Stat. Singurele alte căi ferate din Turcia sunt cele ale sistemului feroviar İZBAN (TCDD deține 50% din acțiunile companiei), care operează servicii feroviare de navetă în jurul İzmirului și alte câteva căi ferate industriale. În plus față de serviciile feroviare, TCDD este responsabil din 1927 de operarea mai multor porturi majore care reprezintă 30% din activitățile portuare din Turcia.

### Operațiuni de pasageri
Căile Ferate de Stat din Turcia operează servicii de călători pe 90% din sistemul lor feroviar. Acestea sunt servicii interurbane, regionale, de navetă și internaționale. În primul an al căilor ferate, 52% din călătoriile de călători din Turcia se făceau pe calea ferată, în ciuda faptului că sistemul nu avea conexiuni cu multe părți ale țării. Transportul feroviar a fost principalul mod de transport pentru călători în următoarele două decenii, atingând un maxim istoric de 57% din transportul de călători în 1947, dar a început apoi să scadă după 1950, din cauza construcției în masă a șoselelor. Astăzi, raportul de pasageri crește încet odată cu deschiderea liniilor feroviare de mare viteză în Turcia.
În 2019, aproape 150 de milioane de oameni au călătorit cu trenul în Turcia. 17,5 milioane pe linii principale, 8.3 milioane pe liniile de mare viteză (o creștere de 2% față de 2018) și 124 de milioane au folosit calea ferată de navetă Marmaray. Ponderea căilor ferate în călătoriile interne în 2013 a fost de aproximativ 2,2%.
Tipurile de servicii oferite pentru călători sunt:
- De mare viteză (Hızlı Tren): servicii feroviare de mare viteză și serviciul de top TCDD (Yüksek Hızlı Tren).
- Linie principală (Anahat): trenuri interurbane care operează între orașe mari.
- Internațional (Uluslararası): Trenuri care operează pe rute internaționale, către Europa sau Orientul Mijlociu.
- Regional (Bölgesel): trenuri care operează în districtele lor respective.
- Navetist (Banliyö): trenuri de navetă, care funcționează în prezent în Ankara și Istanbul.

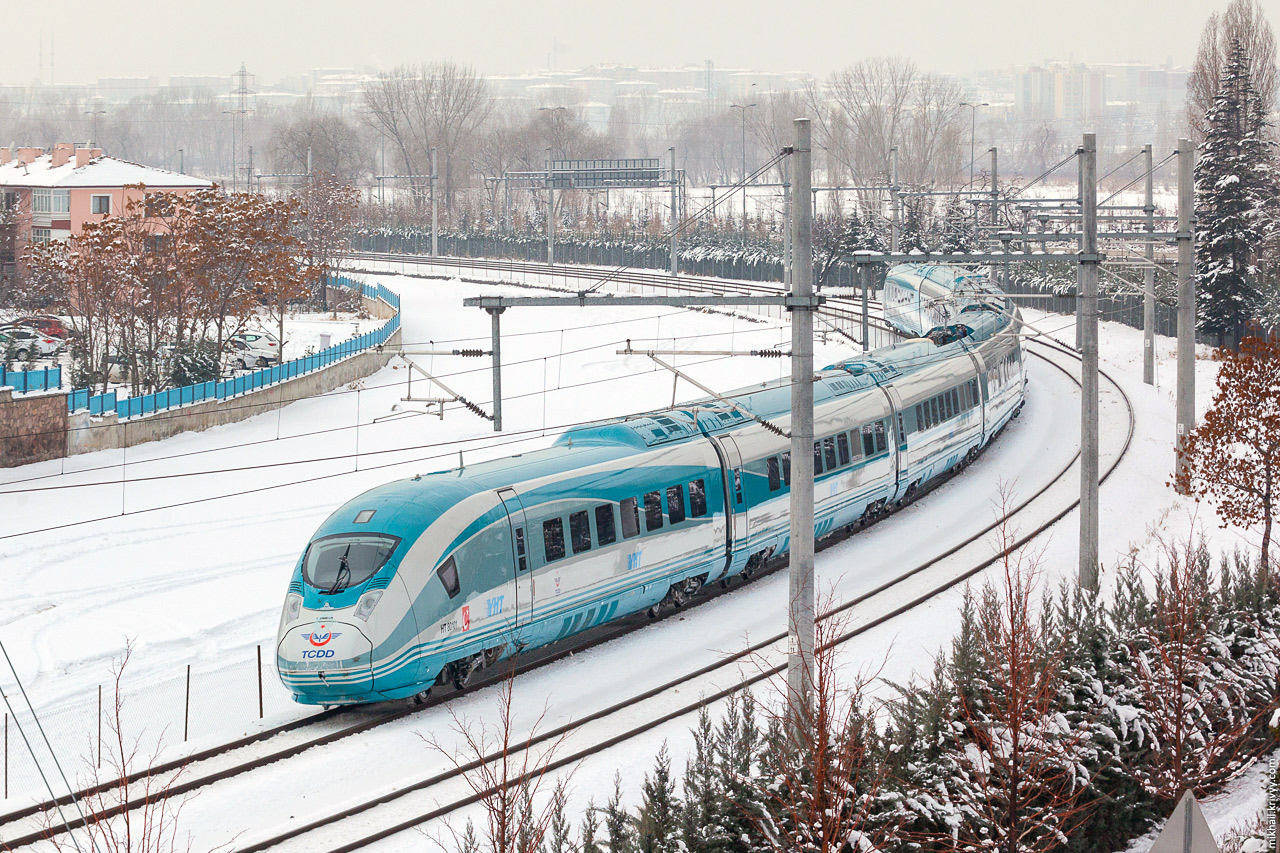
Un tren de mare viteză (YHT) TCDD HT80000 (Siemens Velaro TR) din Ankara.

Linia ferată de mare viteză din Turcia a început să funcționeze din 2009. TCDD a numit serviciul său de mare viteză ca Yüksek Hızlı Tren sau YHT. În prezent, YHT operează pe două linii: calea ferată de mare viteză Ankara-Istanbul și calea ferată de mare viteză Ankara-Konya. S-a încercat și anterior trenul accelerat, adică pe o cale ferată cu viteză mai mare, dar fără lucrările necesare la șinele de cale ferată.
La 13 martie 2009, prima fază a căii ferate de mare viteză Ankara-Istanbul a intrat în funcțiune între Ankara și Eskișehir. La 25 iulie 2014, serviciile de linie de mare viteză Ankara-Istanbul au început să ajungă în gara Pendik din partea asiatică a Istanbulului,  iar la 13 martie 2019 serviciile au început să ajungă în gara Halkalı din partea europeană a Istanbul, trecând prin tunelul feroviar Marmaray de sub strâmtoarea Bosfor. Au existat inițial 6 plecări zilnice în ambele direcții.  Linia de mare viteză între Ankara și Istanbul a redus timpul de deplasare pe uscat la 3 ore și jumătate, comparativ cu 5 ore cu autoturismul.
La 23 august 2011, a fost inaugurat serviciul YHT pe calea ferată de mare viteză Ankara-Konya.
Calea ferată de mare viteză în Turcia este încă în curs de dezvoltare, cu noi linii în curs de construcție sau în fază de planificare. Până în 2023, Ministerul Transporturilor și Infrastructurii se așteaptă ca sistemul feroviar de mare viteză al Turciei să ajungă la 10.000 de kilometri.

#### Servicii principale

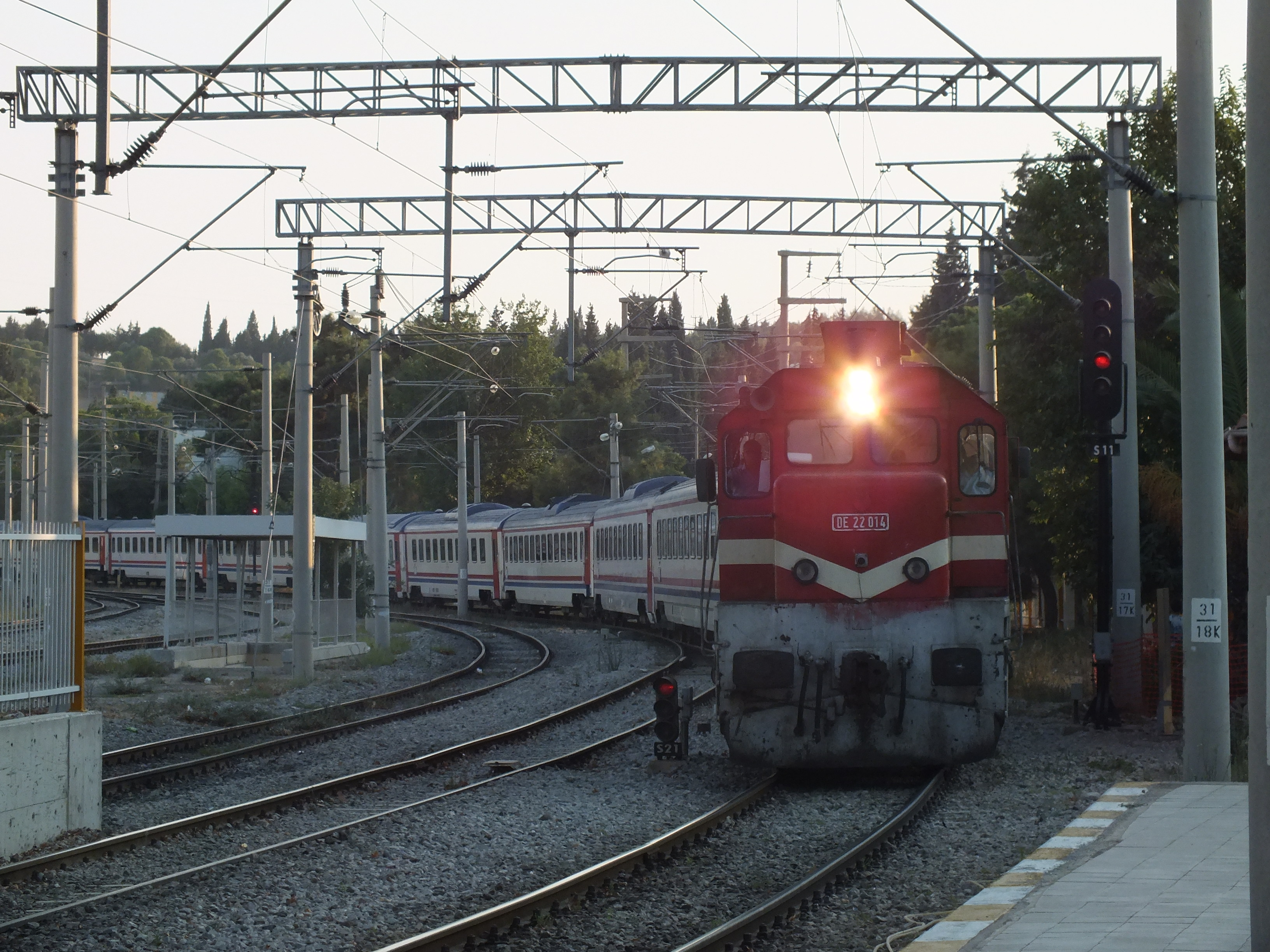
O locomotivă din seria DE22000 tractează Karesi Express în Menemen

Serviciu principal (în turcă Anahat ) este principalul serviciu feroviar. În 2010, serviciile principale au reprezentat 24% din traficul feroviar de călători. Serviciul principal include 3 tipuri de trenuri: Expres, Tren Albastru (Mavi Tren) și Pasager.
Serviciul Expres este între marile orașe și este rapid, confortabil și echipat cu vagoane moderne TVS2000 cu aer condiționat și oprește doar în stațiile importante. Trenurile Expres au o viteză medie de funcționare de la 100 km/h la 120 km/h. Cel mai folosit serviciu expres este între İstanbul și Eskișehir, cu 8 trenuri zilnic în fiecare direcție. Serviciul expres are, de asemenea, trenuri de noapte între marile orașe îndepărtate (de exemplu, İstanbul-Kars). Aceste trenuri au cușete, vagon restaurant și/sau vagoane de dormit.
Vagoanele TVS2000 folosite la serviciile principale sunt cele mai confortabile din întreaga flotă TCDD. Vagoanele TVS2000 pot fi, de asemenea, utilizate pentru serviciul internațional, deoarece serviciile internaționale sunt considerate servicii principale în Turcia.

#### Servicii internaționale

##### Servicii internaționale către Europa

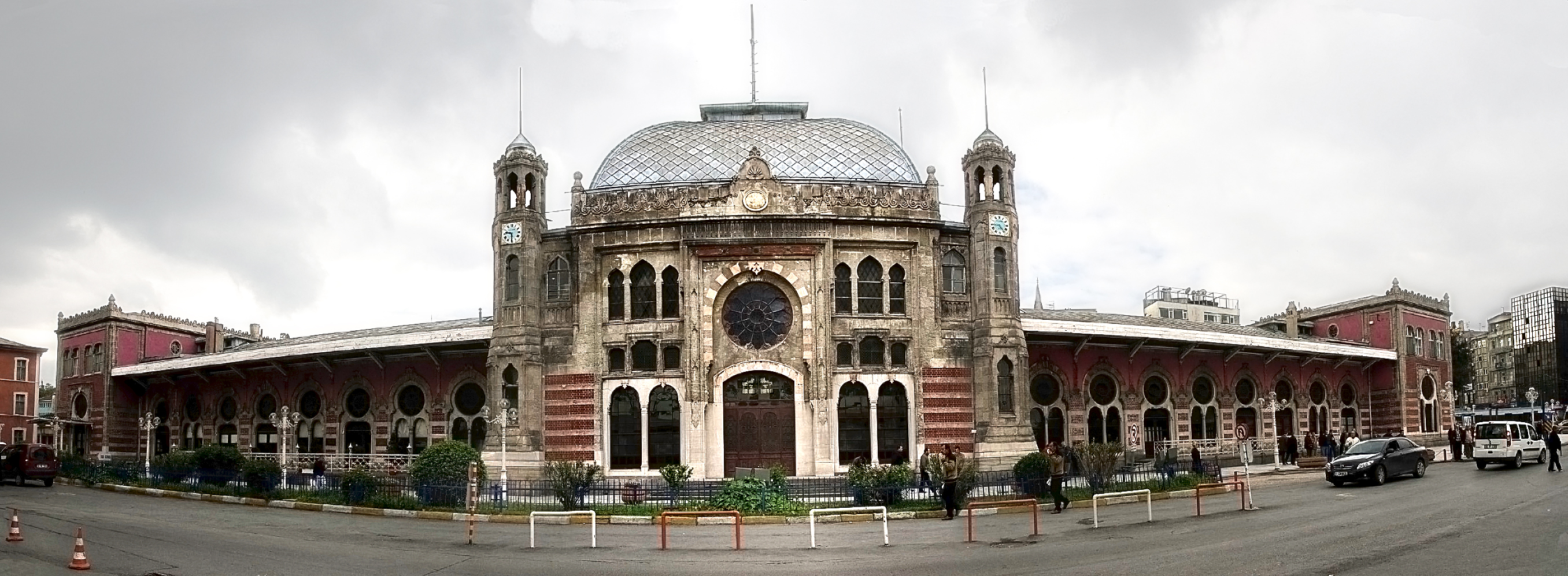
Terminalul Sirkeci de pe partea europeană a Istanbulului a fost inaugurat în 1890 ca terminal al Căii Ferate din Rumelia și al Orient Express.

Spre Bulgaria și Grecia sunt deschise linii cu ecartament  1435 mm (4 ft 8 1⁄2 in) și electrificare 25 kV, 50 Hz AC. Din februarie 2011  nu a mai circulat niciun tren spre Grecia, din cauza crizei datoriei publice din Grecia)
Din iunie până în octombrie 2019, a intrat un circulație un tren de călători CFR de la București către Turcia, la gara Halkali din  Istanbul.

##### Servicii internaționale către Asia

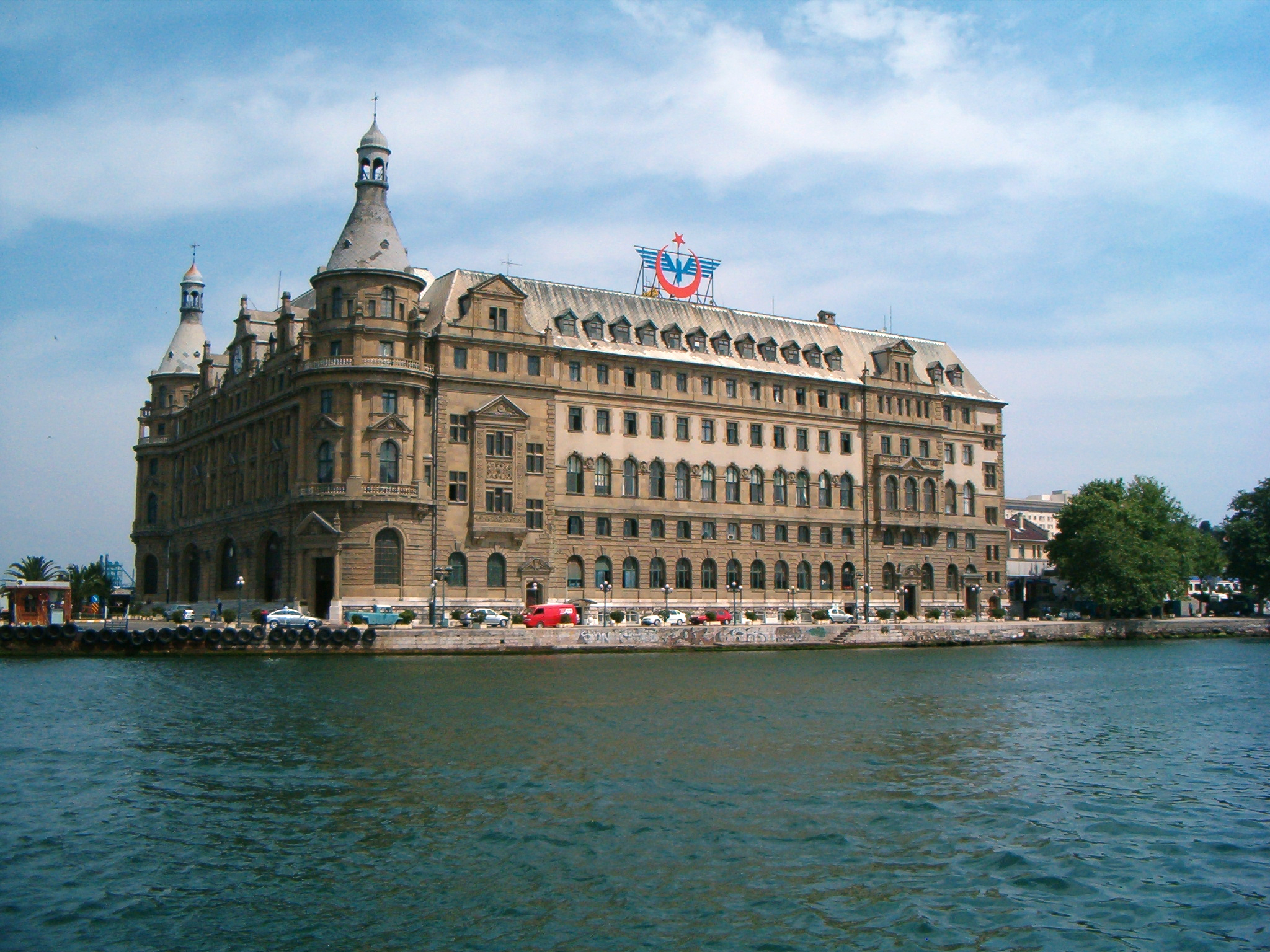
Terminalul Haydarpașa de pe partea anatoliană a Istanbulului a fost deschis în 1908 ca terminal al liniilor Istanbul-Konya-Baghdad și Istanbul-Damasc-Medina.

Terminalul Haydarpașa este terminalul unui tren săptămânal către Teheran în Iran, un alt tren către Iran călătorește de la Van, Turcia la Tebriz în Iran.
În plus, trenurile din Iran către Siria (și invers) trec prin Turcia. 
- Trans-Asia Express, către Teheran, Iran prin İzmit, Bilecik, Eskișehir, Ankara, Kayseri, Sivas, Elazığ, Tatvan (tren-feribot), Van și Tabriz
- Van-Tebriz Treni (tren Van - Tabriz).Traseu: Van, Özalp, Kapıköy, Razi, trecerea frontierei către Iran, Salmas, Tabriz (și înapoi.)

##### Foste servicii internaționale
- Trenul Tehran – Damascus Ruta: Teheran, Tabriz, Razi, Kapıköy, trecere de frontieră către Turcia, Van, (tren-feribot), Tatvan, Muș, Elazığ, Malatya, Fevzipașa, Islahiye, Meydanekbez, Turcia - trecere de frontieră către Siria, (prin Chemins de Fer Syriens) - Meidan Ekbis, Alep, Damasc (și înapoi. ) Acest serviciu a fost întrerupt când frontiera dintre Siria și Turcia a fost închisă din cauza războiului civil sirian.[17]
- Taurus Express (Toros Ekspresi), Traseu: Istanbul: Terminal Haydarpașa, Eskișehir (Enveriye), Kütahya, Afyon, Konya, Adana, Fevzipașa, Islahiye, Meydanekbez, trecere de frontieră către Siria (prin Chemins de Fer Syriens ) - Alep, Damasc (și înapoi.) [note 1]
- Gaziantep - Bagdad Acest serviciu a fost suspendat pe termen nedefinit începând cu 13 martie 2003, odată cu invazia Irakului și insurgența în curs. Traseu: Turcia: Gaziantep, Karkamıș, Akçakale, Ceylanpınar, Șenyurt, Nusaybin, trecere de frontieră spre Siria, Al Qamishli, (prin Chemins de Fer Syriens), trecere de frontieră către Irak, El-Yaribieh, Rabia, Mosul, Bagdad . De asemenea, a funcționat de la Istanbul la Gaziantep ca linie principală până în 2003. Acest traseu a început să fie folosit din nou la 16 august 2012 între Eskișehir-Adana,[19] dar din cauza renovărilor, acesta a fost scurtat la ruta Konya-Adana la 15 martie 2013.[20]
- Dostluk/Fillia Express (IC 90/91) (Expresul Prieteniei), către Salonic, Grecia prin Uzunköprü, Pythion și Alexandroupolis. A fost sistat în februarie 2011 din cauza crizei economice din Grecia.

#### Servicii de navetiști

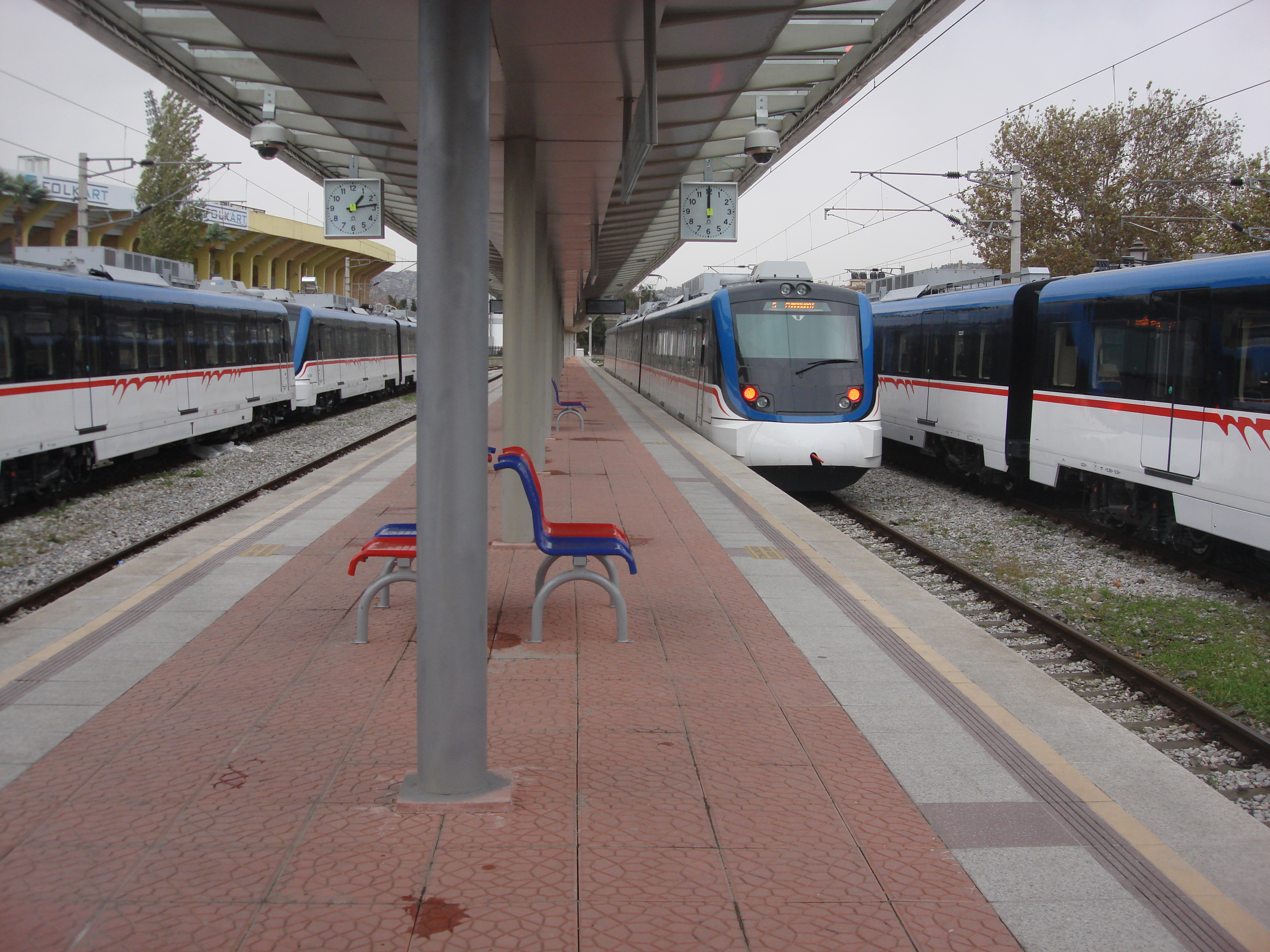
Trenuri de navetă İZBAN

Începând cu 2011, Căile Ferate de Stat din Turcia operează trenuri feroviare de navetă în İstanbul și Ankara, cu un serviciu de navetă anterior în İzmir până în 2006, care în prezent este operat de İZBAN. Căile ferate utilizează trenuri unite electrice UEM E14000 și E23000 pentru serviciile de navetă. Anterior, au fost utilizate și EMU E8000 și locomotivele electrice E4000  Primul serviciu feroviar de navetă din Turcia a fost linia İstanbul-Halkalı de pe partea europeană a İstanbulului, care a funcționat de la terminalul Sirkeci la Halkalı în 1955.

### Operațiuni de transport

#### Transport feroviar de marfă
Din 1980 încoace, transportul feroviar în tone-kilometri transportat de TCDD a crescut ușor de la ≈5000 milioane tone-km în 1980 la ≈7000 milioane tone-km în 1990 și la ≈ 9000 milioane tone-km în 2000. Aproximativ 50% din mărfurile transportate sunt minerale sau minereuri, materialele de construcție crescând la ~ 10% în 2000 de la mai puțin de 5% în 1980, sectoarele alimentar/agricol, chimic/petrolier și de metale reprezintă fiecare între 5 și 10%. Transportul internațional de mărfuri a reprezentat aproximativ 5% din total în 2000.
Din 2012, 25,7 milioane de tone sunt transportate pe calea ferată în Turcia. Două companii siderurgice, Erdemir și Kardemir, primii 2 clienți ai TCDD, au transportat 4,5 milioane de tone în 2012, în principal minereu de fier și cărbune. 2.1 milioane de tone de marfă feroviară aparțin traficului internațional. Cea mai mare parte a traficului internațional este între Turcia și Europa, efectuat prin Kapikule. Pe această rută circulă mai multe trenuri de containere, precum și vagoane convenționale.
Din 2014, 26,6 milioane de tone sunt transportate pe calea ferată în Turcia. 7,1 milioane din acestea sunt realizate de vagoane private. Transportul internațional a scăzut la 1,7 milioane de tone de marfă feroviară.
Containerele sunt utilizate pe scară largă atât în transportul internațional, cât și în cel intern. 7,6 milioane de tone sunt transportate în containere. TCDD sprijină transportul prin containere. Astfel, aproape toate companiile feroviare private au investit în vagoane containere și transportă 20% din totalul mărfurilor feroviare cu propriile vagoane.
TCDD are planuri de a consolida traficul de mărfuri prin adăugarea a 4.000 km de linii convenționale până în 2023. Acest lucru include noduri noi feroviare internaționale către Georgia, Irak și Iran. TCDD construiește, de asemenea, 18 centre logistice pentru a permite transportul mai multor încărcături pe calea ferată.
TCDD a intenționat să își mărească traficul de tranzit (11000 până în 2011) prin construirea unui „drum de mătase de fier” pentru a face legătura între Europa și Asia. Marmaray este cea mai importantă parte a acestui proiect și a fost finalizat în 2015, astfel în prezent este în serviciu. Un alt proiect a fost calea ferată Kars – Tbilisi-Baku, care a fost planificată să fie finalizată în 2016 și să înceapă să funcționeze din 2017. De asemenea, au fost finalizate planurile pentru un alt proiect de logistică al căii ferate Kars-Tbilisi-Baku, calea ferată de mare viteză Kars-Igdir-Nakhcivan fiind terminată. TCDD dorește să preia o parte din traficul de marfă între Europa și China prin această linie.

#### Porturi

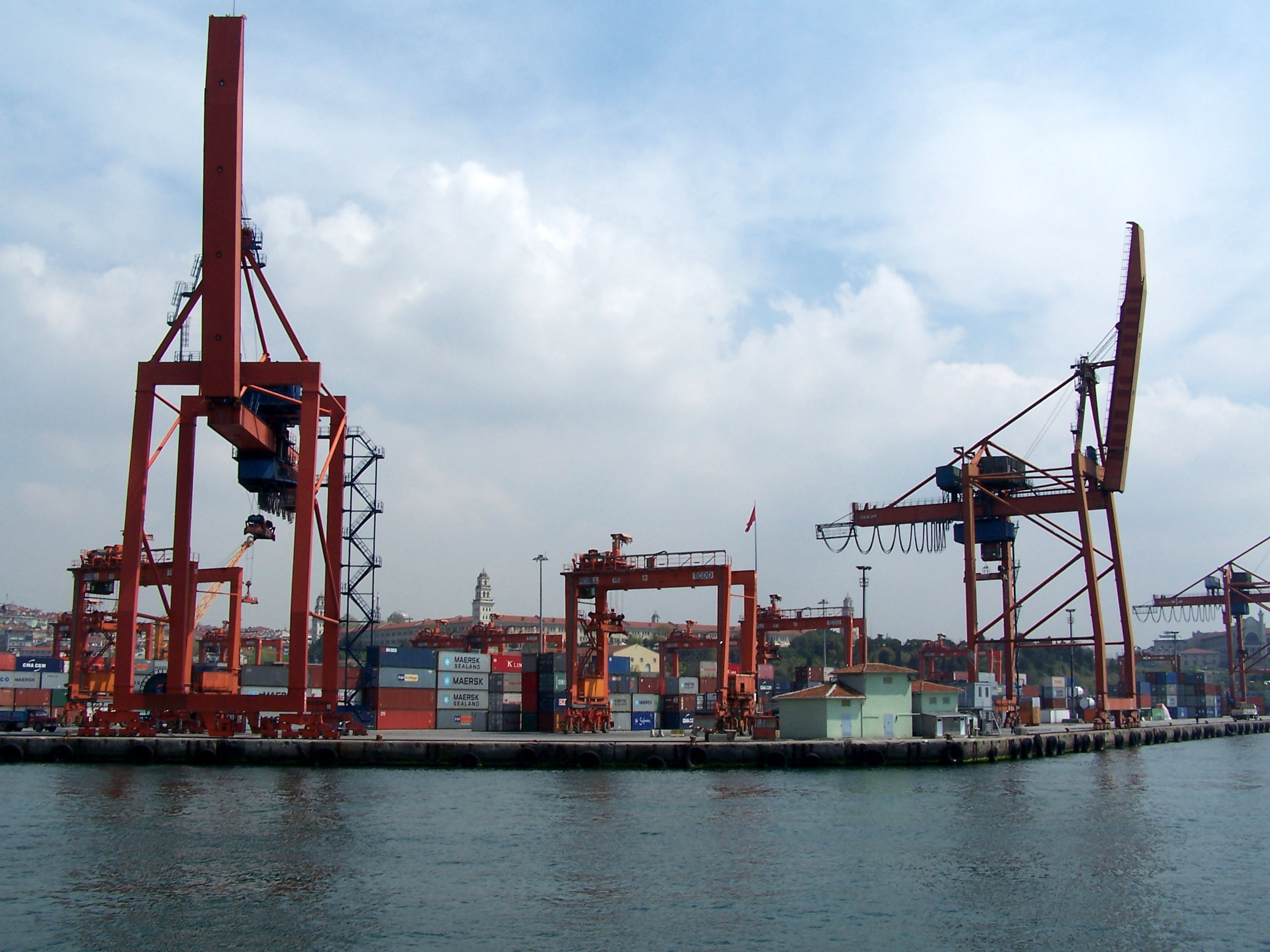
Portul Haydarpașa

Căile Ferate de Stat dețin și operează șapte porturi în toată țara și are conexiuni cu alte două porturi. Porturile deținute de TCDD sunt Portul Haydarpașa din Istanbul pe gura sudică a Bosforului, Portul Izmir pe Marea Egee, Portul Mersin și Portul İskenderun pe Marea Mediterană, Portul Bandırma pe Marea Marmara, Portul Derince pe Golful Izmit și Portul Samsun pe Marea Neagră. Căile ferate au legături cu portul Zonguldak, care este deținut de Türkiye Tașkömürü Kurumu (Compania turcă de cărbune), cu portul Tekkeköy și cu portul Tekirdağ, care este deținut de AKPORT AȘ. În 2004, a început privatizarea tuturor porturilor, cu excepția Portului Haydarpașa.
În 2014 porturile Mersin, Iskenderun, Bandirma, Samsun au fost privatizate. Licitația pentru privatizarea portului Derince a fost finalizată și a fost așteaptă preluarea.
Căile ferate de stat intenționează să construiască conexiuni feroviare către portul Güllük (prin Çine) și către portul Ereğli, pe care TCDD le-a administrat până în 2004.
Porturile pe care le deține TCDD sunt cele mai importante din Turcia. Cele mai mari cinci porturi ale țării sunt deținute de căile ferate de stat.

### Performanță, cotă de piață, active și rezultate financiare

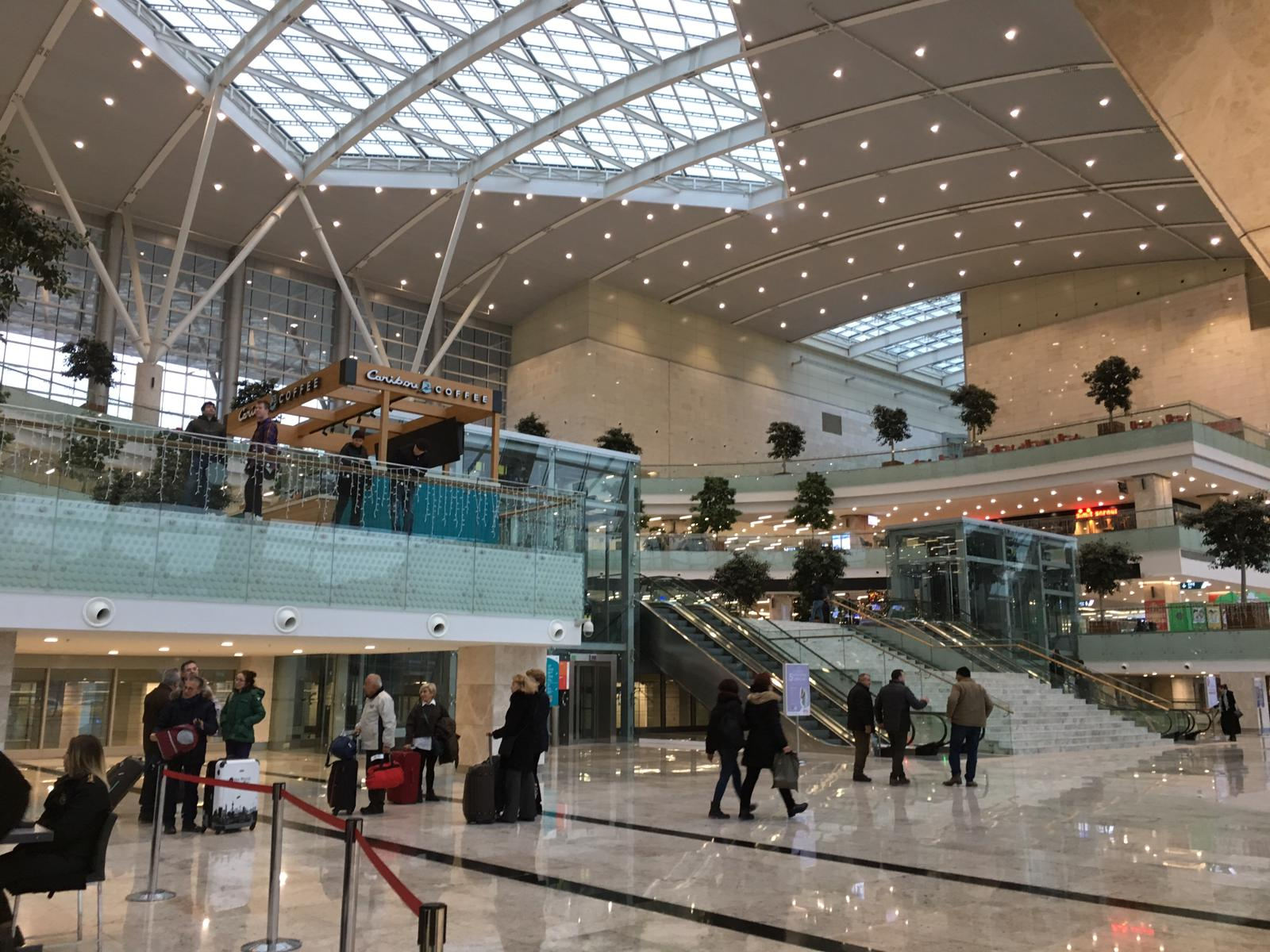
Terminalul ATG din Ankara este un hub pentru serviciile feroviare de mare viteză (YHT) ale Căilor Ferate de Stat din Turcia

Din 1950, cota de piață a transportului de marfă a sistemului feroviar a scăzut de la 70% la ~ 55% (1960), ~ 25% (1970), ~ 10% (1980, 1990) și la mai puțin de 10% în 2000. O tendință similară a fost observată în procentul transportului de călători efectuat pe calea ferată - scăzând de la o pondere mai mare de 40% în 1950 la ~ 25% în 1960; mai puțin de 10% în 1970; ≈5% până în 1980; și atingând un minim istoric de 2% în 2000. Acest lucru s-a datorat parțial investițiilor majore și extinderii în rețeaua rutieră.
TCDD primește subvenții de la guvern pentru operațiuni sociale necesare, dar a înregistrat pierderi în creștere în toate domeniile sale de activitate, cu excepția operațiunilor portuare; care au tarife portuare ridicate (mai mari de 36%). Până în 2000, cheltuielile guvernului turc au depășit 500 de milioane de dolari americani pe an, pe lângă o subvenție de peste 100 de milioane de dolari americani. Pe lângă problemele cauzate de lipsa investițiilor începând cu 1950, organizația TCDD a fost caracterizată ca suferind de problemele comune asociate întreprinderilor de stat; adică accentul pus pe producție, mai degrabă decât pe nevoile clienților; supus dependenței și interferenței guvernului; și o cultură corporativă orientată spre interior.
În 2008, cantitatea de marfă transportată a fost cea mai mare (18,343 de milioane tone-kilometri); deși creșterea efectivă a fost mică în ultimii 10 ani, iar numărul pasagerilor a crescut ușor în general în ultimul deceniu.
În 2008, TCDD administrează Fabrica de Căi Ferate din Ankara, Sivas Concrete Sleeper factory, Afyon Concrete Sleeper factory,, fabrica de sudură pe șine și repararea mașinilor de cale ferată Behiçbey și Çankırı Switch factory. În plus, companiile de stat TÜLOMSAȘ, TÜDEMSAȘ și TÜVASAȘ sunt afiliate. TCDD are o cotă de 50% acțiuni ale İzmir Banliyö Tașımacılığı Sistemi A.Ș. (İZBAN A.Ș.) care operează metroul din İzmir și o cotă de 15% acțiuni ale EUROTEM.

## Material rulant

### Locomotive
| Model            | Imagine          | Serie            | Construite în    | Cantitate        | Tip              | Putere            | Constructor (Proiectant)              | Note |
| Linia Principală | Linia Principală | Linia Principală | Linia Principală | Linia Principală | Linia Principală | Linia Principală  | Linia Principală                      | Linia Principală |
| ---------------- | ---------------- | ---------------- | ---------------- | ---------------- | ---------------- | ----------------- | ------------------------------------- | --- |
| DE24000          |                  | 24001-24418      | 1970–1984        | 418              | Diesel Electric  | 2360 hp (1760 kW) | TÜLOMSAȘ (MTE)                        | Comandate pentru motorizarea completă a flotei sale de către TCDD                                                            |
| DE18100          |                  | 18101-18120      | 1978             | 20               | Diesel Electric  | 1800 hp (1320 kW) | Matériel de Traction Electrique (MTE) | Comandate pentru a fi folosite în Districtul 3                                                                               |
| DE22000          |                  | 22001-22086      | 1985–1989        | 86               | Diesel Electric  | 2200 hp (1620 kW) | TÜLOMSAȘ (Electro-Motive Division)    | |
| E43000           |                  | 43001-43045      | 1987             | 45               | Electric         | 4260 hp (3180 kW) | TÜLOMSAȘ (Toshiba)                    | |
| DE33000          |                  | 33001-33089      | 2003–2004        | 89               | Diesel Electric  | 3300 hp (2463 kW) | TÜLOMSAȘ (Electro-Motive Diesel)      | Model bazat pe DE22000 |
| E68000           |                  | 68001-68080      | 2013–            | 80               | Electric         | 6800 hp (5000 kW) | Hyundai Rotem, TÜLOMSAȘ               | Primele 8 construite de Hyundai Rotem, următoare 72 de TÜLOMSAȘ                                                              |
| DE36000          |                  | 36001-36020      | 2013–            | 20               | Diesel Electric  | 3600 hp (2680 kW) | TÜLOMSAȘ (General Electric)           | Model GE PowerHaul |
| Manevră          |                  |                  |                  |                  |                  |                   |                                       | |
| DE11000          |                  | 11001-11085      | 1985             | 85               | Diesel Electric  | 1065 hp (780 kW)  | Krauss-Maffei, TÜLOMSAȘ               | Primele 20 construite de Krauss-Maffei, ulterior 60 de TÜLOMSAȘ                                                              |
| DH7000           |                  | 7001–7020        | 1994             | 20               | Diesel Hidraulic | 710 hp (522 kW)   | TÜLOMSAȘ                              | |
| DH9500           |                  | 9501–9526        | 1999             | 26               | Diesel Hidraulic | 950 hp (700 kW)   | TÜLOMSAȘ                              | Diesel-hidraulic reproiectat de TCDD DE11000 să funcționeze cu piesele de schimb ale motoarele de tracțiune ale TCDD DE11000 |
| E1000            |                  | 1000             | 2015–            | 1                | Electric         | 1360 hp (1000 kW) | TÜBİTAK MAM, TÜLOMSAȘ                 | Prototip, folosit în principal pentru operațiuni de manevră (adaptare numai electrică a TCDD DE11000)                        |

### Diesel
| Model  | Imagine | Serie     | Construite în | Cantitate | Tip       | Putere | Constructor (Proiectant) | Note                              |
| ------ | ------- | --------- | ------------- | --------- | --------- | ------ | ------------------------ | --------------------------------- |
| MT5700 |         | 5701-5730 | 1993          | 30        | Automotor |        | Fiat                     | Folosit pentru servicii regionale |

### Garnituri de trenuri
| Model   | Imagine | Serie               | Construite în | Cantitate | Tip | Putere  | Constructor (Proiectant) | Note                                        |
| ------- | ------- | ------------------- | ------------- | --------- | --- | ------- | ------------------------ | ------------------------------------------- |
| MT15000 |         | 15001-15012         | 2008          | 12        | DMU | 650 kW  | Hyundai Rotem            | Folosit pentru servicii regionale           |
| HT65000 |         | 65001-65012         | 2007-2010     | 12        | EMU | 4800 kW | CAF                      | Garnituri de trenuri TCDD de mare viteză    |
| E23000  |         | 23001-23033         | 2009–????     | 33        | EMU |         | EUROTEM                  | Trenuri de navetă de la Ankara (Bașkentray) |
| MT30000 |         | 15401-15452         | 2011–         | 14        | DMU | 650 kW  | TÜVASAȘ                  | Folosit pentru servicii regionale           |
| E32000  |         | 32001-32054         | 2011–????     | 88        | EMU |         | EUROTEM                  | Trenuri de navetă de la Istanbul (Marmaray) |
| HT80000 |         | 80001 & 80101-80106 | 2013–2016     | 16        | EMU | 8000 kW | Siemens                  | Garnituri de trenuri TCDD de mare viteză    |

### Vagoane de pasageri
| Model           | Imagine | Construite în | Tip                                                                     | Constructor (Proiectant) |
| --------------- | ------- | ------------- | ----------------------------------------------------------------------- | ------------------------ |
| Flota regională |         | 1972          | Compartimente                                                           | TÜVASAȘ                  |
| Pullman Fleet   |         | 1980–1990     | Compartimente, cușete, vagoane-restaurant, generator                    | TÜVASAȘ                  |
| TVS2000         |         | 1992          | Compartimente, vagoane-restaurant, cușete, vagoane de dormit, generator | TÜVASAȘ                  |

## Rețea

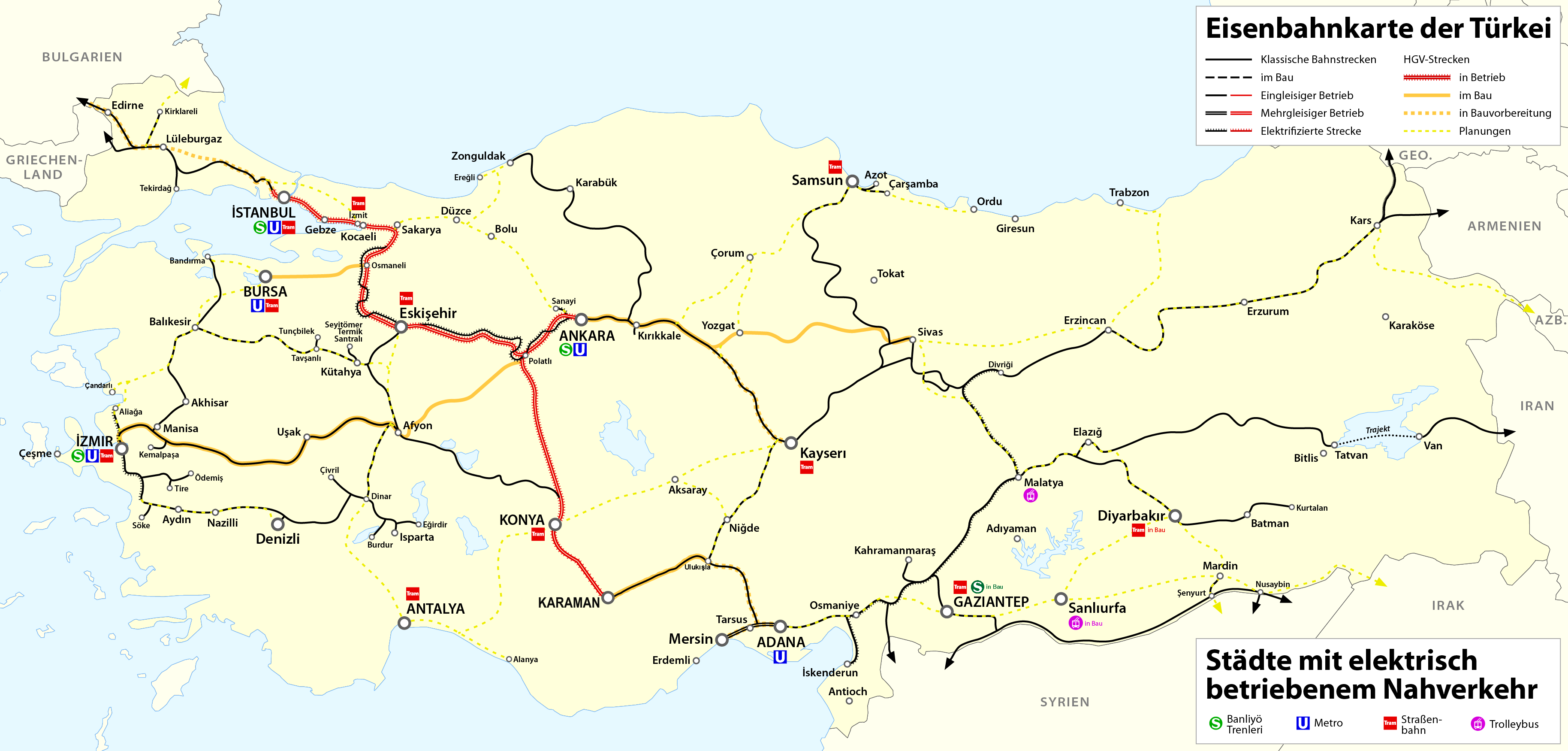
Rețeaua TCDD în 2016.

TCDD deține și operează în mod direct 8.697 km de linii de transport comun, dintre care 1.920 km sunt electrificate, în 57 de provincii. Pe lângă acestea, căile ferate dețin și operează peste 240 km de linii industriale și 206 km de linii de mare viteză, cu 574 km de linii în construcție. În  2010, căile ferate aveau 763 de tuneluri, 25.441 de poduri, 17 triunghiuri feroviare și 7 rute circumferențiare (în buclă). Flota feroviară este formată din 467 de linii principale de locomotive Diesel, 67 de locomotive electrice, 860 de vagoane de pasageri, 135 de automotoare, 33 de trenuri de mare viteză și 15.384 de vagoane de marfă. TCDD deține și 3 feriboturi feroviare.

### Date tehnice
- Ecartament feroviar - 1435 mm (4 ft 8 ½ in)
- Electrificare - 25 kV, 50 Hz AC - linii aeriene
- Maxim de încărcare - UIC GC
- Trafic - Trafic pe partea dreaptă
- Pantograf - 1950 mm (vechi) și 1600 mm (linii noi, reconstruite și de mare viteză)
- Profil de cale ferată - UIC S49 (vechi) și UIC 60 (linii noi, reconstruite și de mare viteză)
- Traverse - Lemn și oțel (vechi) și beton (linii noi, reconstruite și de mare viteză)
- Fixare - Placă de bază pe bază de șuruburi (vechi) și cleme de tensiune (linii noi, reconstruite și de mare viteză)
- Înălțimea platformei - 380 mm (platforme joase), 550 mm (platforme trenuri de mare viteză) și 1050 mm (platforme feroviare de navetă)
- Cuplare - tampoane și lanțuri (locomotive și vagoane de călători) și Scharfenberg (automotoare)
- Frână - cu aer
- Rază minimă a curbei - 200 m și 3.500 m (pentru linii de mare viteză)

### Electrificare

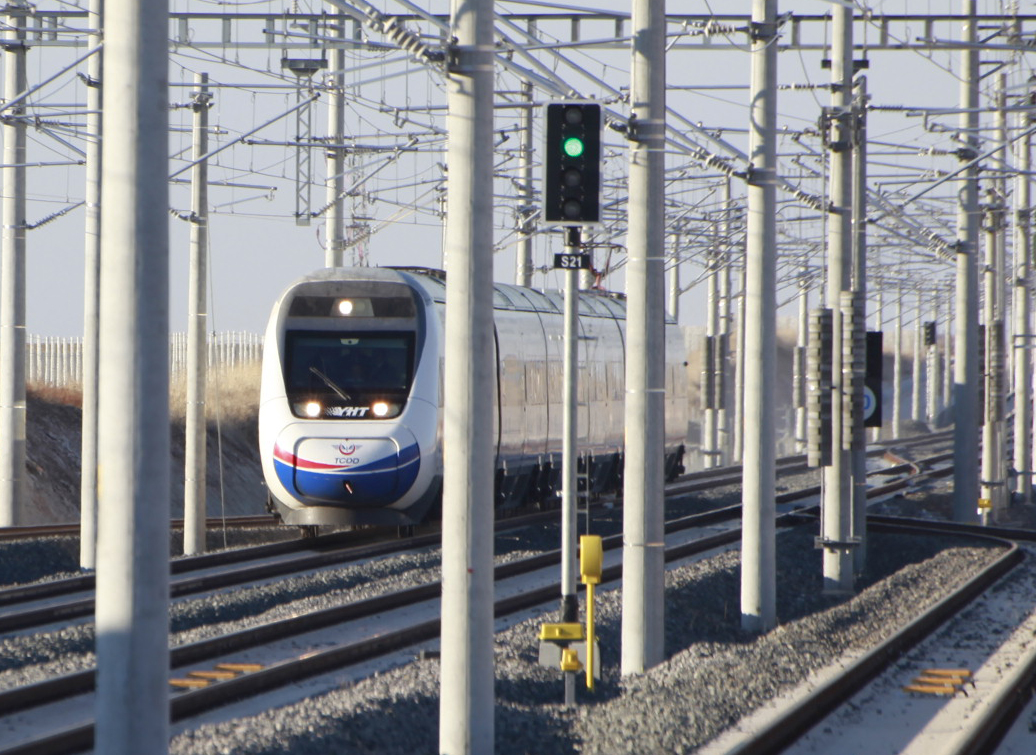
Un tren de mare viteză TCDD HT65000 pe linia YHT Ankara – Konya

Turcia a ales să electrifice la valoarea convențională 25 kV 50 Hz AC (curent alternativ la 25 kilovolți). Primele linii electrificate au fost liniile metropolitane din Istanbul din partea europeană, de la Sirkeci la Soğuksu, la 4 decembrie 1955, iar în aceeași perioadă au fost utilizate trenuri electrice E8000. Liniile metropolitan de pe partea asiatică a Istanbulului, de la Haydarpașa la Gebze, au fost electrificate în 1969; în timp ce trenurile metropolitane din Ankara au fost electrificate în 1972, pe linia de la Sincan la Kayaș.
La 6 februarie 1977, calea ferată de la Gebze la Adapazarı a fost transformată în linie dublă și electrificată, permițând prima operare pe linia principală a trenurilor electrice din Turcia. Linia de la Arifiye de lângă Adapazarı la Eskișehir a fost electrificată în continuare în 1989 și în 1993 către Sincan, permițând treceri de trenuri electrice de la Istanbul la Ankara. În 1994 liniile europene de la Istanbul la Edirne, Kapıkule și granița bulgară au fost de asemenea electrificate. În același an, linia de la Divriği la İskenderun din estul Turciei a fost de asemenea electrificată, deși această linie nu este conectată la restul rețelei electrificate. În 2006, sistemul metropolitan de la Izmir a fost de asemenea electrificat.

### Legături feroviare cu țările adiacente

#### Cu țările din vest
- Bulgaria – deschise – 1435 mm (4 ft 8 1⁄2 in) – 25 kV, 50 Hz AC
- Grecia – deschise – 1435 mm (4 ft 8 1⁄2 in) – 25 kV, 50 Hz AC  (din februarie 2011  nu a  circulat niciun tren din cauza crizei datoriei publice din Grecia)

#### Cu țările din est
- Georgia – legături deschise – diferență de ecartament 1.435 mm (4 ft 8 1⁄2 in)/1.520 mm (4 ft 11 27⁄32 in) la Akhalkalaki (Georgia; vezi și Calea ferată Baku – Tbilisi – Kars)
- Armenia – închise din 1993 – diferență de ecartament 1.435 mm (4 ft 8 1⁄2 in)/1.520 mm (4 ft 11 27⁄32 in) (vezi și Calea ferată Kars – Gyumri – Tbilisi)[60]
- Azerbaijan – fără legătură directă – diferență de ecartament 1.435 mm (4 ft 8 1⁄2 in)/1-520 mm (4 ft 11 27⁄32 in) legătură prin Georgia deschisă din 2017
- Iran – deschise, cu feribotul pe Lacul Van – 1.435 mm (4 ft 8 1⁄2 in)
- Irak – fără legătură directă, trafic prin Siria – 1.435 mm (4 ft 8 1⁄2 in)
- Siria – închise datorită Războiului Civil Sirian – 1.435 mm (4 ft 8 1⁄2 in)

### Centre logistice
TCDD construiește 18 centre logistice care urmează să fie finalizate până în 2023 pentru a crește porțiunea de cale ferată pentru transportul de marfă. În aceste centre vor fi construite depouri de containere, macarale, depozite, servicii vamale și alte facilități. Aceste 18 centre logistice sunt: Halkali, Samsun-Gelemen, Usak (finalizat) Kosekoy-Izmit, Hasanbey-Eskisehir, Kaklik-Denizli, Bogazkopru-Kayseri (parțial finalizat) Yesilbayır-Istanbul, Gökköy-Balikesir, Bozüyük-Bilecik, Kayacık-Kikik, Yenice-Mersin, Sivas, Türkoğlu-Kahramanmaraș, Kars, Palandöken-Erzurum, Mardin (în construcție).

### Depouri
TCDD deține și operează numeroase facilități în toată Turcia. Aceste facilități sunt; depouri pentru depozitarea mărfurilor și a autoturismelor, depouri   de locomotive pentru reparații și întreținere și facilități de transport pentru transferul sau depozitarea mărfurilor.
Depoul Güvercinlik din centrul Ankarei este cea mai mare instalație feroviară din Turcia. Această instalație multifuncțională include un depou de triaj, un depou de trenuri de pasageri, 3 ateliere de reparații, pentru vagoane și locomotive de marfă și călători, terminal de transfer de marfă și un siloz de cereale. Depoul Haydarpașa este al doilea cel mai mare din Turcia, formată dintr-un depou de marfă, un depou de pasageri, 3 de întreținere pentru locomotive, vagoane de călători și vagoane de marfă și o linie de evitare pentru trenuri.

### Feriboturi

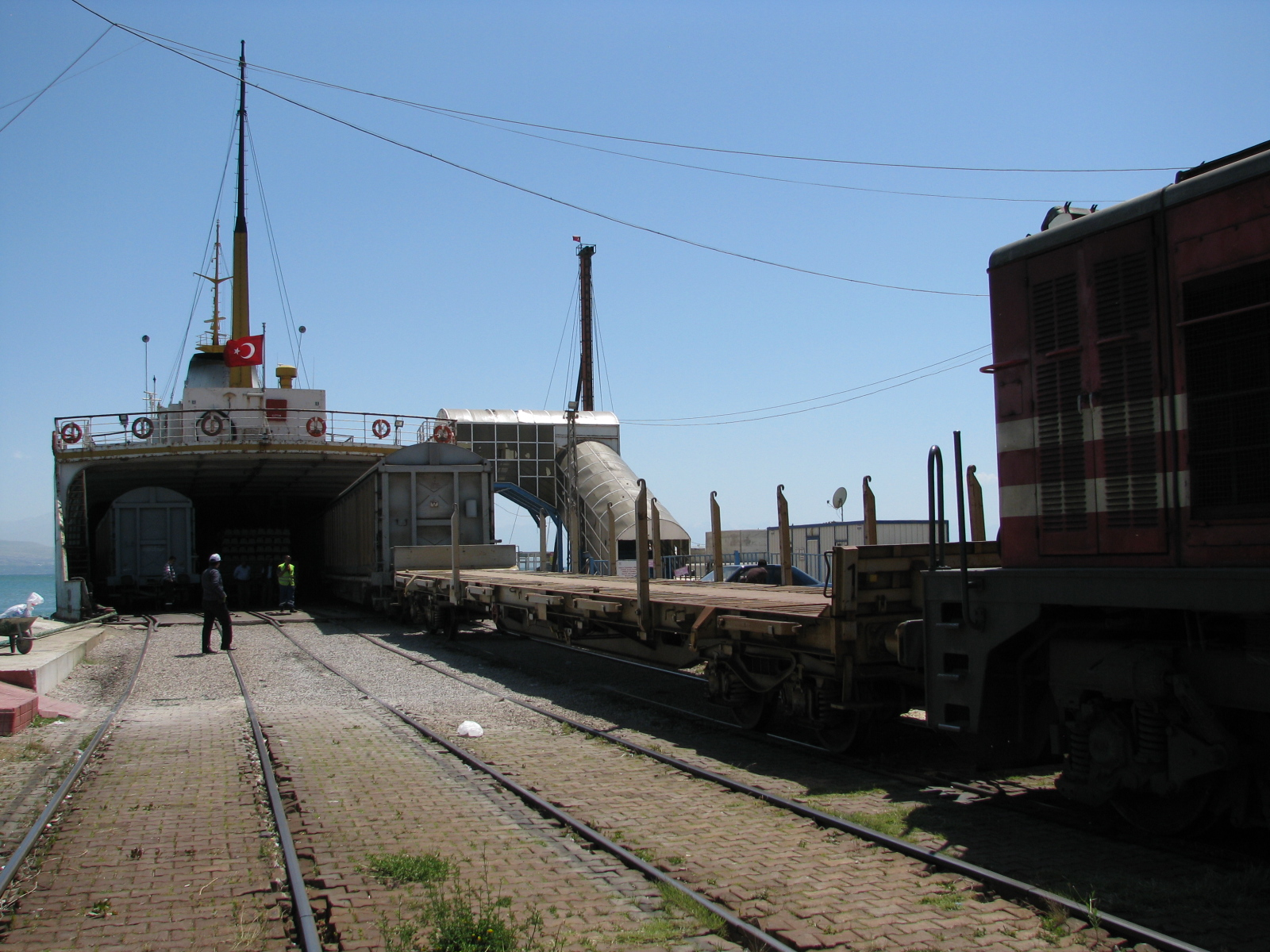
Terminalul feribot Lake Van

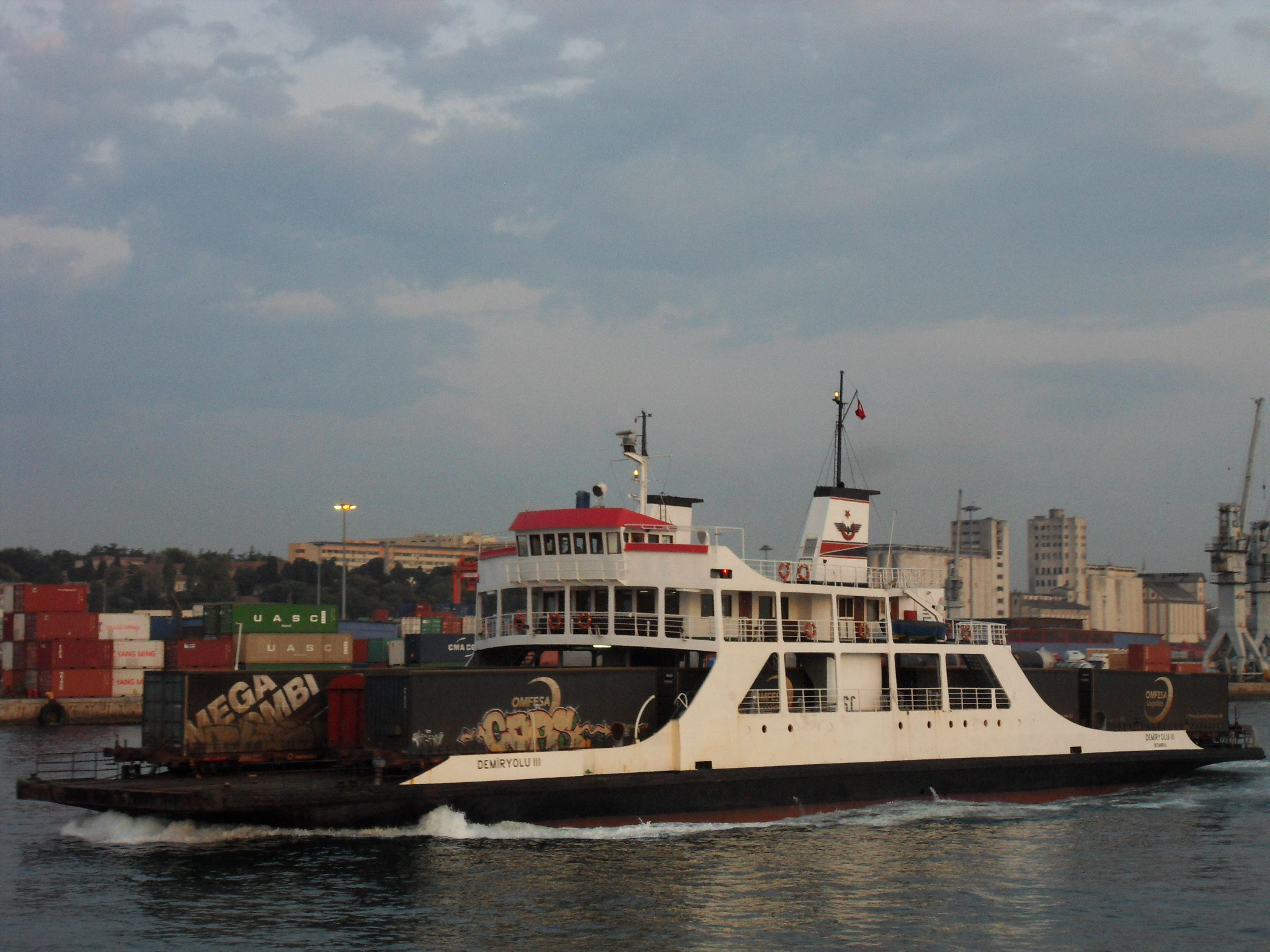
Un feribot TCDD în Istanbul.

Căile Ferate de Stat din Turcia dețin și operează două feriboturi feroviare și se conectează la alte trei.
Probabil cel mai faimos feribot a fost feribotul Bosfor din Istanbul. Acesta a legat Haydarpașa, din partea asiatică, de Sirkeci, aflat în partea europeană.Demiryolu și Demiryolu II sunt cele două feriboturi care operează pe traseu și sunt proprietate a TCDD.
Prin lansarea proiectului Marmaray, TCDD a renunțat la feribotul Bosfor și a anunțat un feribot alternativ pentru trenurile de marfă care trec din Europa în Asia sau invers: Feribotul Tekirdağ-Derince. Este un feribot privat numit Erdemir care lucrează ca sub-contractant al TCDD. Feribotul a fost în teste în 2012 și a început transportul regulat la sfârșitul anului 2013. Feribotul are 5 linii cu o lungime totală de 800 de metri.
Celălalt feribot deținut de TCDD este feribotul Lacul Van, care leagă Tatvan și Van prin lacul Van, cel mai mare lac din Turcia. Acest feribot face parte din singura conexiune feroviară dintre Turcia și Iran și, prin urmare, dintre Europa și India. Van este numele feribotului care operează pe traseu și este, de asemenea, deținut în totalitate de TCDD.
Alte feriboturi:
- Derince, Turcia până la Ciornomorsk, Ucraina - TCDD deține și operează portul Derince.
- Zonguldak - Ereğli - Operat de Alyans Tempo Group.
- Samsun - Kavkaz - Operat de UPM.[63]

### Modernizări și extinderi ale rețelei
Căile Ferate de Stat Turce au în prezent multe proiecte planificate de extindere și de modernizare a rețelei. TCDD are în vedere cea mai mare investiție din anii 1930 până în prezent și, prin aceste investiții, construiește noi linii, în principal linii de mare viteză.
Pe lângă 5000 de km de linii de mare viteză, Ministerul Transporturilor din Turcia a anunțat construcția a 4000 km noi de linii de cale ferată convenționale ca parte a strategiei pentru 2023.
De asemenea, TCDD a modernizat liniile existente, unele pentru a fi electrificate, prevăzute cu semnalizatoare automate și/sau duble. Bugetul prevăzut pentru acest lucru a fost mai mare de 1 miliard de lire turcești în 2014.
Există, de asemenea, proiecte feroviare de navetă (modernizări sau linii noi) precum magistrala Marmaray (finalizat), Egeray, Bașkentray sau Gaziray care sunt complete, în fază de construcție sau în cea de planificare.